# С́
Das С́ (Minuskel: с́), ein с mit dem Diakritikon ´ (Akut), wird in der kyrillischen Schreibweise der montenegrinischen Sprache für den stimmlosen alveolopalatalen Frikativ /⁠ɕ⁠⁠/ verwendet. In der lateinischen Schriftweise des Montenegrinischen entspricht dieser Buchstabe dem ś.